# Interior gateway protocol
Označení interior gateway protocol (IGP) se používá pro směrovací protokoly sloužící k výměně směrovacích informací mezi směrovači (anglicky router, v názvu je však použit tradiční termín brána, anglicky gateway) v rámci autonomního systému (AS), což může být rozsáhlá firemní lokální síť nebo síť poskytovatele internetového připojení včetně připojených zákazníků.
Protikladem IGP jsou protokoly EGP (exterior gateway protocol), které se používají pro výměnu směrovacích informací mezi autonomními systémy, a které používají protokoly IGP pro hledání cest uvnitř AS.
Směrovače pak používají získané směrovací informace pro směrování protokolů síťové vrstvy jako je IP.
Protokoly IGP lze rozdělit do dvou skupin:
- směrovací protokoly založené na vektoru vzdáleností (anglicky distance-vector)
- směrovací protokoly založené na stavu linek (anglicky link-state).

Konkrétními příklady IGP protokolů jsou Open Shortest Path First (OSPF), Routing Information Protocol (RIP) a Intermediate System to Intermediate System (IS-IS).

## Typy IGP

### Směrovací protokoly založené na vektoru vzdáleností
Směrovací protokoly založené na vektoru vzdáleností používají Bellmanův-Fordův algoritmus. U těchto protokolů nemá žádný směrovač informace o plné topologii sítě. Každý směrovač oznamuje vzdálenosti do jednotlivých sítí svým sousedům a přijímá od nich podobná oznámení, dokud dochází ke změnám v lokální síti nebo v sousedících směrovačích. Z přijatých informací si každý směrovač vytváří svou směrovací tabulku a v dalším oznamovacím cyklu rozesílá aktualizované informace ze své směrovací tabulky. Celý proces se opakuje, dokud směrovací tabulka každého směrovače nedokonverguje ke stabilním hodnotám.
Nedostatkem některých z těchto protokolů je pomalá konvergence.
Příklady směrovacích protokolů založených na vektoru vzdáleností:
- Routing Information Protocol (RIP)
- Routing Information Protocol Version 2 (RIPv2)
- Routing Information Protocol Next Generation (RIPng), rozšíření RIP verze 2 s podporou pro IPv6
- Interior Gateway Routing Protocol (IGRP)

### Směrovací protokoly založené na stavu linek
U protokolů typu založených na stavu linek má každý směrovač informace o kompletní topologii sítě. Každý směrovač pak nezávisle vypočítá nejlepší první krok (anglicky next hop) do každého možného cíle v síti pomocí lokální informace o topologii. Kolekce nejlepších dalších hopů tvoří směrovací tabulku.
Tím se odlišují od směrovacích protokolů založených na vektoru vzdáleností, u nichž každý uzel sdílí svou směrovací tabulku se svými sousedy. U protokolů založených na stavu linek se mezi uzly předává pouze informace potřebná pro vytváření map konektivity.
Příklady směrovacích protokolů založených na stavu linek:
- Open Shortest Path First (OSPF)
- Intermediate System to Intermediate System (IS-IS)

### Hybridní směrovací protokoly
Hybridní směrovací protokoly kombinují vlastnosti směrovacích protokolů založených na vektoru vzdáleností a protokolů založených na stavu linek. Příkladem hybridního protokolu je Enhanced Interior Gateway Routing Protocol (EIGRP).